# Накагавара (станция, Токио)
Станция Накагавара (яп. 中河原駅 накагавара эки) — железнодорожная станция на линии Кэйо, расположенная в городе Футю.

## Планировка станции
Две платформы бокового типа.
| 1 | ■ Линия Кэйо | Кэйо-Хатиодзи ・(Линия Такао) Такаосангути ・ (Линия Добуцуэн) Тама-Добуцукоэн                                          |
| 2 | ■ Линия Кэйо | Футю ・ Тёфу ・ Мэйдаймаэ ・ Сасадзука ・ Синдзюку ・(Новая Линия Кэйо) Синдзюку ・(Линия Синдзюку) Итигая ・ Мотоявата |

## Близлежащие станции
| «                                        | «          | Вид обслуживания | »          | »                   |
| Линия Кэйо                               | Линия Кэйо | Линия Кэйо       | Линия Кэйо | Линия Кэйо          |
| ---------------------------------------- | ---------- | ---------------- | ---------- | ------------------- |
| Special Express: не останавливается      |            |                  |            |                     |
| Semi Special Express: не останавливается |            |                  |            |                     |
| Express: не останавливается              |            |                  |            |                     |
| Бубайгавара                              |            | Commuter Rapid   |            | Сэйсэки-Сакурагаока |
| Бубайгавара                              |            | Rapid            |            | Сэйсэки-Сакурагаока |
| Бубайгавара                              |            | Local            |            | Сэйсэки-Сакурагаока |